# Zeleno-lijeva koalicija
Zeleno-lijeva koalicija bila je koalicija hrvatskih političkih stranaka koje su donijele odluku o zajedničkom izlasku na izbore zastupnika za Hrvatski sabor 2020. godine. Krajem 2020. Radnička fronta izlazi iz koalicije, dok ju Zelena alternativa - ORaH napušta u svibnju 2023. godine. Godine 2021. koaliciji se za lokalne izbore pridružila kroz platformu Možemo! municipalistička stranka iz Dubrovnika Srđ je Grad.

## Stranke u koaliciji
Koalicija se sastojala od šest stranaka zelene politike i političke ljevice:

### Sadašnji članovi
| Stranka | Stranka                | Ideologija                                 | Politička pozicija | Hrvatski sabor | Europski parlament | Gradska skupština Zagreba |
| ------- | ---------------------- | ------------------------------------------ | ------------------ | -------------- | ------------------ | ------------------------- |
|         | Možemo! Zagreb je NAŠ! | socijalni progresivizam zelena politika    | ljevica            | 4 / 151        | 0 / 12             | 19 / 51                   |
|         | Nova ljevica           | socijaldemokracija demokratski socijalizam | ljevica            | 1 / 151        | 0 / 12             | 3 / 51                    |

### Bivši članovi
| Stranka | Stranka         | Ideologija                                      | Politička pozicija | Hrvatski sabor | Europski parlament | Gradska skupština Zagreba |
| ------- | --------------- | ----------------------------------------------- | ------------------ | -------------- | ------------------ | ------------------------- |
|         | Radnička fronta | demokratski socijalizam socijalni progresivizam | ljevica            | 1 / 151        | 0 / 12             | 1 / 51                    |
|         | ORaH            | zelena politika socijalni progresivizam         | ljevica            | 0 / 151        | 0 / 12             | 1 / 51                    |

## Izbori

### Hrvatski parlamentarni izbori 2020.
Zeleno-lijeva koalicija je na parlamentarnim izborima za Hrvatski sabor 2020. godine osvojila 7 mandata.  Zastupnici izabrani u Sabor kao kandidati ove koalicije su Tomislav Tomašević (Možemo!), Sandra Benčić (Možemo!), Rada Borić (Nova ljevica), Bojan Glavašević (nezavisni), Vilim Matula (Možemo!), Damir Bakić (Možemo!) i Katarina Peović (Radnička fronta).
| Izbori | Broj birača | %    | Broj zastupnika u saboru | Promjena | Dio Vlade? |
| ------ | ----------- | ---- | ------------------------ | -------- | ---------- |
| 2020.  | 116.480     | 6,99 | 7 / 151                  | 7        | Oporba     |

## Vanjske poveznice
- https://www.mozemo.hr/